# Az adó elévülése
Az adó megállapításához való jog annak a naptári évnek az utolsó napjától számított 5 év elteltével évül el, amelyben az adóról bevallást, bejelentést kellett volna tenni, illetve bevallás, bejelentés hiányában az adót meg kellett volna fizetni. A költségvetési támogatás igényléséhez való jog – ha törvény másként nem rendelkezik – annak a naptári évnek az utolsó napjától számított 5 év elteltével évül el, amelyben az annak igényléséhez való jog megnyílt. Az elévülés hat hónappal meghosszabbodik, ha az adóbevallás késedelmes benyújtásakor, illetve a költségvetési támogatás igénylésekor az adó-megállapításhoz, illetőleg a költségvetési támogatás igényléséhez való jog elévüléséig kevesebb, mint hat hónap van hátra. Adó-, társadalombiztosítási csalás (Btk. 310. §), illetve csalás Btk. 318. §) esetén, ha azt adóra, járulékra vagy költségvetési támogatásra követik el, az adó megállapításához való jog nem évül el mindaddig, amíg a bűncselekmény büntethetősége el nem évül.
Az illeték megállapításához való jog annak a naptári évnek az utolsó napjától számított 5 év elteltével évül el, amelyben a vagyonszerzést illetékkiszabásra az illetékhivatalnál bejelentették, illetve az a körülmény, hogy az illeték megfizetését vagy a kiszabás céljából elrendelt bejelentést elmulasztották, az illetékhivatal tudomására jutott. Ha az adóhatóság határozatát a bíróság felülvizsgálja, a kereset benyújtásától a bíróság határozatának jogerőre emelkedéséig az adó megállapításához való jog elévülése nyugszik. Az adótartozás végrehajtásához való jog az esedékesség naptári évének az utolsó napjától számított 4 év elteltével évül el. Amennyiben az adóhatóság végrehajtási cselekményt foganatosított, az elévülés 6 hónappal meghosszabbodik. Ha az adó, a bírság és a jogosulatlanul igénybe vett költségvetési támogatás végrehajtásához való jog elévült, a tartozást terhelő késedelmi pótlékot is elévültnek kell tekinteni.
Nyugszik az elévülés a végrehajtási eljárás felfüggesztésének, a fizetési halasztásnak és a részletfizetésnek továbbá törvényben biztosított fizetési kedvezménynek vagy feltételhez kötött adómentességnek az időtartama alatt.